# Grand Palais
Grand Palais, är en historisk byggnad, utställningshall och muséum i Paris åttonde arrondissement. 

## Bakgrund
Byggnaden uppfördes Världsutställningen 1900 och började byggas 1897. I närheten byggdes samtidigt Petit Palais och Pont Alexandre III.
Byggnaden invigdes 1 maj 1900 och var redan från början tänkt att användes till olika former av evenemang vid sidan av konstutställningar. Mellan 1901 och 1957 arrangerades årliga ridtävlingar i byggnaden. 2010 arrangerades VM i fäktning här.
I mars 2021 stängdes Grand Palais tillfälligt för stora renoveringsarbeten inför olympiska sommarspelen 2024 där tävlingarna i fäktning och taekwondo hölls i byggnaden. Utställningarna förväntas öppna för allmänheten igen under våren 2025. Under renoveringarna har utställningar tillfälligt flyttas till andra byggnader såsom Grand Palais Éphémère och Musée du Luxembourg i Paris samt Palais de la Bourse, Marseille.

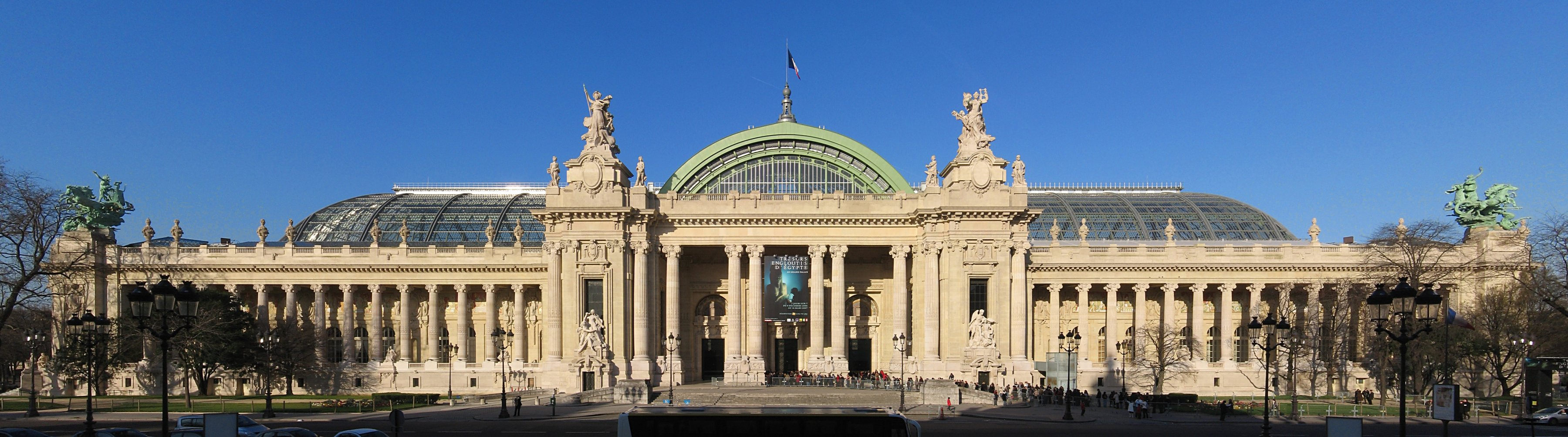
Panorama över Grand Palais